# Mapi (programa de televisión)
Mapi fue un programa de concursos español presentado por Jandro y la actriz Carla Pulpón, quien interpreta a una niña de 5 años animada por ordenador llamada Mapi; y producido por Mediacrest para RTVE. Se estrenó en el access prime time de La 1 el 1 de agosto de 2022. A partir del 7 de noviembre de 2022, Mapi pasa a emitirse en Clan.

## Formato
El formato, basado en el japonés Chiko's Challenge de la NHK, está protagonizado por el personaje homónimo Mapi, una niña de cinco años animada por ordenador con una gran curiosidad que, en cada programa, formula diferentes preguntas sobre cualquier tema, enfadándose cuando alguien no sabe responder una de ellas. Un grupo de famosos invitados al plató debe intentar responder las preguntas planteadas por Mapi, buscando salir airosos de sus interrogantes y aceptar al máximo número de respuestas para acumular «mapis», que es el nombre de los puntos del programa. Después de cada pregunta, Mapi da la respuesta, seguida de una explicación por parte de un experto en la materia correspondiente.

## Presentadores
- Jandro (Copresentador)
- Carla Pulpón (actriz que interpreta a Mapi)[5]

## Episodios
| N.º | Título        | Invitados                                                                                 | Fecha de emisión original | Audiencia | Cuota |
| --- | ------------- | ----------------------------------------------------------------------------------------- | ------------------------- | --------- | ----- |
| 1   | «Programa 1»  | Ana Obregón, La Mari de Chambao y El Sevilla                                              | 1 de agosto de 2022       | 865.000   | 8.2%  |
| 2   | «Programa 2»  | Leo Harlem, Raquel Revuelta y David Fernández                                             | 2 de agosto de 2022       | 734.000   | 7.3%  |
| 3   | «Programa 3»  | Raquel Sánchez Silva, Norma Ruiz y Paco Collado                                           | 3 de agosto de 2022       | 722.000   | 7.5%  |
| 4   | «Programa 4»  | José Corbacho, Antonia Dell'Atte y María Parrado                                          | 8 de agosto de 2022       | 639.000   | 6.9%  |
| 5   | «Programa 5»  | Anne Igartiburu, Pablo Puyol y Santi Rodríguez                                            | 9 de agosto de 2022       | 665.000   | 7.3%  |
| 6   | «Programa 6»  | Pablo Carbonell, Norma Duval y Julio Iglesias Jr.                                         | 10 de agosto de 2022      | 594.000   | 6.4%  |
| 7   | «Programa 7»  | Anabel Alonso, Gisela y J. J. Vaquero                                                     | 11 de agosto de 2022      | 649.000   | 7.3%  |
| 8   | «Programa 8»  | Xuso Jones, Alba Carrillo y Javier Losán                                                  | 15 de agosto de 2022      | 716.000   | 7.5%  |
| 9   | «Programa 9»  | Inés la Maga, Luis Mottola y Llum Barrera                                                 | 16 de agosto de 2022      | 667.000   | 6.7%  |
| 10  | «Programa 10» | Natalia, Daniel Diges y Adriana Torrebejano                                               | 17 de agosto de 2022      | 807.000   | 8.1%  |
| 11  | «Programa 11» | Pastora Vega, Aless Gibaja y Antonio Najarro                                              | 18 de agosto de 2022      | 800.000   | 8.2%  |
| 12  | «Programa 12» | Lorena Gómez, Carlos Santos y Abril Zamora                                                | 22 de agosto de 2022      | 783.000   | 7.6%  |
| 13  | «Programa 13» | Eduardo Navarrete, Irma Soriano y Óscar Pereiro                                           | 23 de agosto de 2022      | 654.000   | 6.7%  |
| 14  | «Programa 14» | Paula Púa, Juanjo Ballesta y Soraya Arnelas                                               | 24 de agosto de 2022      | 672.000   | 6.6%  |
| 15  | «Programa 15» | Natalia Millán, Luis Larrodera y Arturo González-Campos                                   | 25 de agosto de 2022      | 743.000   | 7.7%  |
| 16  | «Programa 16» | Rodrigo Vázquez, Melani Olivares y David Fernández                                        | 29 de agosto de 2022      | 806.000   | 8.6%  |
| 17  | «Programa 17» | Chenoa, Ramoncín y Juanjo Artero                                                          | 30 de agosto de 2022      | 921.000   | 8.0%  |
| 18  | «Programa 18» | Jorge Sanz, Sofía Ellar y Manolo Sarriá                                                   | 31 de agosto de 2022      | 946.000   | 8.7%  |
| 19  | «Programa 19» | Henar Álvarez, Juan Amodeo y Omar Banana                                                  | 1 de septiembre de 2022   | 771.000   | 7.0%  |
| 20  | «Programa 20» | Paz Herrera, Lilit Manukyan y Erundino Alonso                                             | 5 de septiembre de 2022   | 808.000   | 6.4%  |
| 21  | «Programa 21» | Canco Rodríguez, Amaya Valdemoro y Rafa Maza                                              | 6 de septiembre de 2022   | 600.000   | 5.0%  |
| 22  | «Programa 22» | Juanma López Iturriaga, Nerea Rodríguez y Jorge Cremades                                  | 7 de septiembre de 2022   | 702.000   | 6.0%  |
| 23  | «Programa 23» | Pablo Carbonell, Ágatha Ruiz de la Prada y Lluvia Rojo                                    | 14 de septiembre de 2022  | 723.000   | 5.5%  |
| 24  | «Programa 24» | Claudio Serrano, Fernando Cayo y Lydia Valentín                                           | 20 de septiembre de 2022  | 602.000   | 4.7%  |
| 25  | «Programa 25» | Miki Nadal, María Esteve y Jacob Petrus                                                   | 21 de septiembre de 2022  | 803.000   | 6.2%  |
| 26  | «Programa 26» | Eduardo Aldán, Bárbara Goenaga y Carlos Librado                                           | 22 de septiembre de 2022  | 710.000   | 5.5%  |
| 27  | «Programa 27» | Álex Clavero, El Cejas y Roko                                                             | 28 de septiembre de 2022  | 774.000   | 5.7%  |
| 28  | «Programa 28» | Rosa López, Leo Harlem y José Mercé                                                       | 29 de septiembre de 2022  | 701.000   | 5.2%  |
| 29  | «Programa 29» | Óscar Martínez, Paula Prendes y El Sevilla                                                | 04 de octubre de 2022     | 778.000   | 5.8%  |
| 30  | «Programa 30» | Álex Adrover, Raquel Sánchez Silva y Antón Lofer                                          | 05 de octubre de 2022     | 739.000   | 5.3%  |
| 31  | «Programa 31» | Bárbara Rey, Antonio Romero Monge y Rafael Ruiz Perdigones (Los del Río) y Jorge Cremades | 12 de octubre de 2022     | 864.000   | 6.2%  |
| 32  | «Programa 32» | José Corbacho, Bibiana Fernández y Boticaria García                                       | 18 de octubre de 2022     | 854.000   | 6.0%  |
| 33  | «Programa 33» | Xuso Jones, Elena Ballesteros y Eloy Arenas                                               | 25 de octubre de 2022     | 764.000   | 5.4%  |
| 34  | «Programa 34» | Anabel Alonso, Salva Reina y Jesús Manzano                                                | 01 de noviembre de 2022   | 656.000   | 4.5%  |
| 35  | «Programa 35» | Xavier Deltell, Ricky Merino y Leonor Lavado                                              | 07 de noviembre de 2022   | 67.000    | 0.5%  |
| 36  | «Programa 36» | Juan Muñoz, Ángel Ruiz y Yunke                                                            | 08 de noviembre de 2022   | 101.000   | 0.7%  |
| 37  | «Programa 37» | Esther Arroyo, Flipy y Fabiola Martínez                                                   | 09 de noviembre de 2022   | 53.000    | 0,4%  |
| 38  | «Programa 38» | Patricia Cerezo, Carlos Chamarro y Cayetana Guillén Cuervo                                | 10 de noviembre de 2022   | 76.000    | 0,5%  |
| 39  | «Programa 39» | Ivana Baquero, Mayra Gómez Kemp y Mago More                                               | 12 de noviembre de 2022   | 316.000   | 5.1%  |
| 40  | «Programa 40» | Carmen Lomana, Ángel Rielo y Rocio Madrid                                                 | 13 de noviembre de 2022   | 262.000   | 4.0%  |
| 41  | «Programa 41» | Bertus, Lala Chus y Ger                                                                   | 14 de noviembre de 2022   | 89.000    | 0.6%  |
| 42  | «Programa 42» | J. J. Vaquero, Pablo Carbonell y Cecilia Gómez                                            | 15 de noviembre de 2022   | 69.000    | 0.5%  |
| 43  | «Programa 43» | Canco Rodríguez, María José Suárez y Jorge Blass                                          | 16 de noviembre de 2022   | 105.000   | 0.7%  |
| 44  | «Programa 44» | Quico Taronjí, Lluvia Rojo y Eduardo Aldán                                                | 17 de noviembre de 2022   | 94.000    | 0.7%  |
| 45  | «Programa 45» | Leo Bassi, Carolina Ferre y Vanesa Romero                                                 | 21 de noviembre de 2022   | 45.000    | 0.3%  |
| 46  | «Programa 46» | Laura Sánchez, Eduardo Navarrete y Paco Collado                                           | 22 de noviembre de 2022   | 57.000    | 0.4%  |
| 47  | «Programa 47» | Jorge González, María Peláe e Iván Labanda                                                | 23 de noviembre de 2022   | 108.000   | 0.7%  |
| 48  | «Programa 48» | Belinda Washington, David Amor y Pablo Puyol                                              | 24 de noviembre de 2022   | 118.000   | 0.8%  |
| 49  | «Programa 49» | Goyo Jimenez, Mar Abascal y Sandra Sánchez                                                | 28 de noviembre de 2022   | 66.000    | 0.5%  |
| 50  | «Programa 50» | Mar Saura, Pablo Rivero y Jorge Sanz                                                      | 29 de noviembre de 2022   | 79.000    | 0.5%  |
| 51  | «Programa 51» | Melody, Diego Arjona y Ramoncín                                                           | 30 de noviembre de 2022   | 123.000   | 0.8%  |
| 52  | «Programa 52» | Josema Yuste, Patricia Pérez y Paloma Bloyd                                               | 01 de diciembre de 2022   | 86.000    | 0.5%  |
| 53  | «Programa 53» | Leonor Lavado, Millán Salcedo y Karina                                                    | 05 de diciembre de 2022   | 61.000    | 0.4%  |
| 54  | «Programa 54» | Nuria Fergó, Carlos Santos y Lala Chus                                                    | 06 de diciembre de 2022   | 51.000    | 0.3%  |
| 55  | «Programa 55» | Óscar Higares, Falete y Berta Collado                                                     | 07 de diciembre de 2022   | 97.000    | 0.7%  |
| 56  | «Programa 56» | Sergio Pazos, Adriana Torrebejano y Juan Luis Cano                                        | 08 de diciembre de 2022   | 102.000   | 0.7%  |
| 57  | «Programa 57» | Inés la Maga, José Mota y María Isabel                                                    | 12 de diciembre de 2022   | 84.000    | 0.6%  |
| 58  | «Programa 58» | Juanma López Iturriaga, Aless Gibaja, Soledad Mallol y Elena Martín (Las Virtudes)        | 13 de diciembre de 2022   | 73.000    | 0.5%  |
| 59  | «Programa 59» | Jaime Nava, Mariló Montero y Javier Castillo "Poty"                                       | 14 de diciembre de 2022   | 92.000    | 0.6%  |
| 60  | «Programa 60» | Adriana Abenia, Javier Veiga y Lucrecia                                                   | 15 de diciembre de 2022   | 110.000   | 0.8%  |

## Producción
El 11 de abril de 2022, RTVE anunció que iba a adaptar el formato japonés Chiko's Challenge, producido y emitido por la cadena pública japonesa NHK desde 2018, para La 1, bajo el nombre de Mapi, junto a la productora Mediacrest (la cual ya producía también El cazador para la misma cadena). El 2 de junio de 2022, Jandro fue confirmado como el presentador humano del formato. El 14 de julio de 2022, RTVE presentó el programa a los medios. La Directora de Originales de RTVE, Ana María Bordas, confirmó que un total de 60 programas de 35 minutos de duración habían sido dados luz verde.
En agosto de 2022 RTVE reveló que el coste de producción de cada episodio era de 86 000 euros.

## Lanzamiento y marketing
El 14 de julio de 2022, RTVE anunció que Mapi empezaría a emitirse en el access prime time de La 1 a partir de primeros de agosto. El 26 de julio de 2022, RTVE anunció que el programa se estrenaría el 1 de agosto.

## Trayectoria y futuro
El programa, inicialmente emitido de lunes a jueves en La 1, fue gradualmente relegado a un access prime time semanal de un día, y pasó a emitirse nuevamente de lunes a jueves en Clan hasta diciembre de 2022, donde terminaría la emisión de los 60 episodios acordados con la productora.
En octubre de 2022 se confirmó que el plató del concurso había sido desmantelado por RTVE, pero esto no descarta por completo una posible continuación del programa. Francisco Pou, CEO de Mediacrest, comenta en una entrevista realizada el 22 de diciembre de 2022 para El Confidencial que «lo importante es la experiencia adquirida con un formato en el que sigo creyendo» y que hay «planes para su siguiente fase».